# Aristolochia orbicularis
Aristolochia orbicularis là một loài thực vật có hoa trong họ Aristolochiaceae. Loài này được Duch. mô tả khoa học đầu tiên năm 1854.